# Trình diễn thời trang

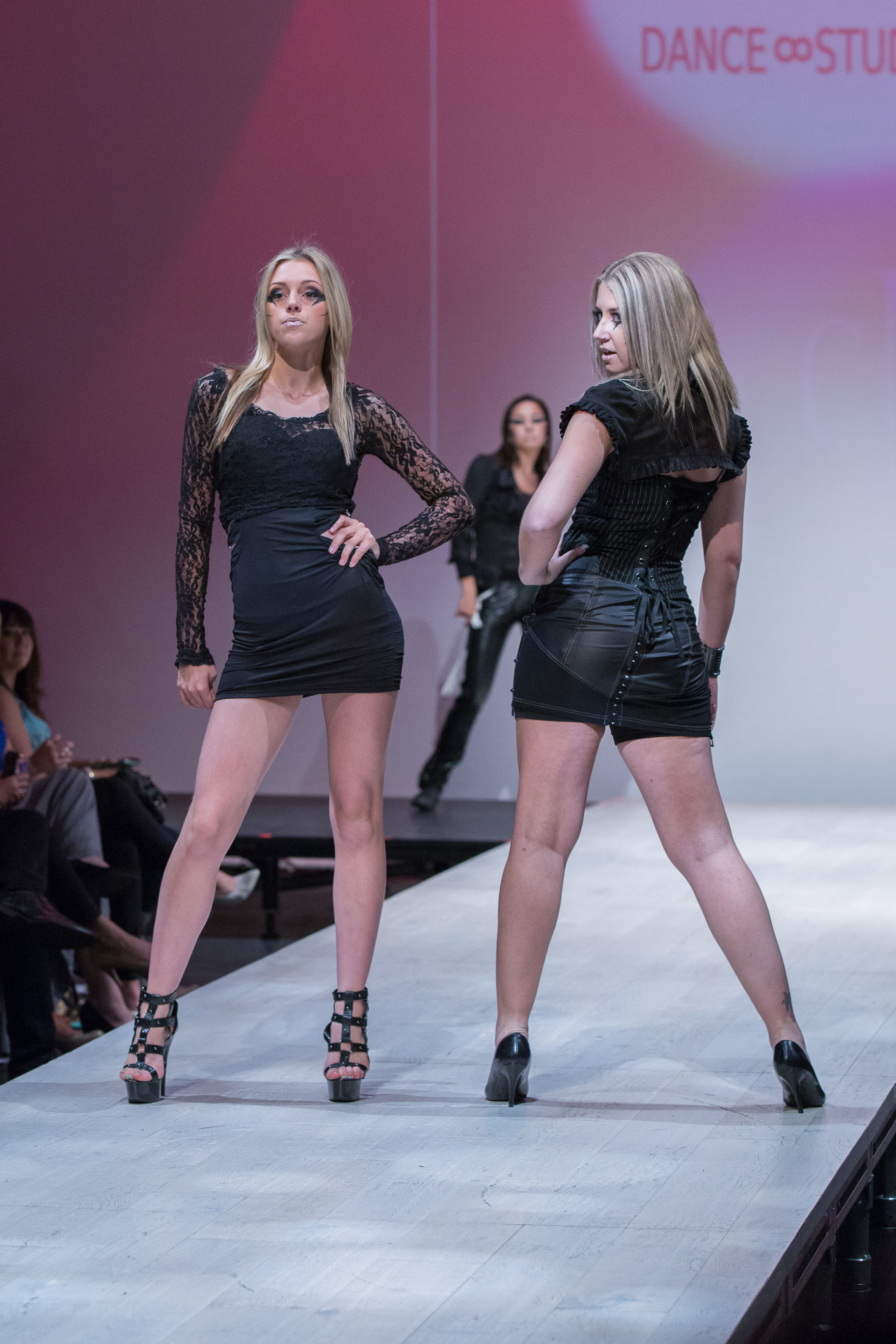
Người mẫu bước đi ở các chiều đối ngược đang đứng lại để chụp hình trên sàn diễn thời trang nằm trong một buổi trình diễn thời trang ở Canada năm 2014

Một buổi trình diễn thời trang hay show diễn thời trang (tiếng Anh: fashion show; tiếng Pháp: défilé de mode) là sự kiện do một nhà thiết kế thời trang bật mí nhằm giới thiệu loạt trang phục và/hoặc phụ kiện sắp ra mắt trong suốt tuần lễ thời trang. Các tuần lễ thời trang Milano, Luân Đôn, Sibiu và Berlin còn mang tầm quan trọng toàn cầu.